# Abertamy
Abertamy (in tedesco Abertham) è una città della Repubblica Ceca facente parte del distretto di Karlovy Vary, nella regione omonima.